# 극 (무기)

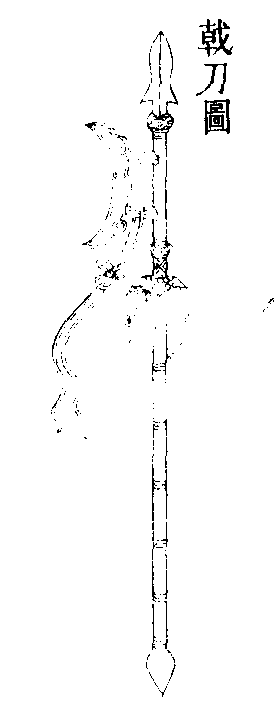
고금도서집성에 실린 극도도

극(戟)은 고대 중국에 있던, 과와 모의 기능을 갖춘 무기이다. 전국시대에 많이 사용되었고, 은나라부터 당나라대에까지 사용되었다. 여러 가지 무기의 기능을 동시에 갖춘 무기는 유럽에도 찾아볼 수 있다.
모의 기능을 하는 끝부분은 '회', 과의 기능을 하는 옆에 달린 칼날은 '원'라고 불린다. 여러 기능을 갖추고 있었기에 종류와 사용법이도 다양했다. 양손으로 이용하는 긴 극은 장극(長戟), 한 손으로 다루는 짧은 극은 수극(手戟)이라고 불린다. 수극은 양손에 2개를 드는 일도 있었지만, 한손에는 수극, 다른 한손에 방패를 들기도 했다. 처음은 청동으로 만들었으나, 후세에는 철로 만들었다.
그러나, 극은 때에 따라 과와 같이 걸어 자르거나 또는 모와 같이 찌르는 것이 가능했지만, 각각의 용도에 대해서 어중간한 것이 되어 버렸다. 창이 발달하자 그 지위를 빼앗기게 되어, 북송에서 제사 의식용으로서 이용되게 되었다.
「삼국지」의 시대에는 극이 많이 사용되었다. 다만 여포가 즐겨 사용했다고 하는 방천화극은 실제로 있던 것은 아니라고 여겨진다.

과와 극 비교도.

## 같이 보기
- 방천극
- 방천화극
- 핼버드